# Bhalki
Bhalki é uma cidade no distrito de Bidar, no estado indiano de Karnataka.

## Geografia
Bhalki está localizada a 18° 02′ N, 77° 13′ L. Tem uma altitude média de 587 metros (1925 pés).

## Demografia
Segundo o censo de 2001, Bhalki tinha uma população de 35 102 habitantes. Os indivíduos do sexo masculino constituem 53% da população e os do sexo feminino 47%. Bhalki tem uma taxa de literacia de 67%, superior à média nacional de 59,5%; a literacia é de 61% no sexo masculino e 39% no sexo feminino. 14% da população está abaixo dos 6 anos de idade.